# Franco Piavoli
Franco Piavoli (Pozzolengo, 21 de juny de 1933) és un director de cinema, guionista i productor italià.

## Biografia
Piavoli va estudiar dret a la Universitat de Pavia a Llombardia. Al llarg dels anys 50 i 60 va realitzar diversos curtmetratges: Uccellanda (1953), Ambulatorio (1954), Incidente (1955), La stagioni (1960), Domenica sera (1962), Emigranti (1963), i Evasi (1964).
Gairebé 20 anys més tard, Piavoli va estrenar el seu primer llargmetratge Il pianeta azzurro el 1982, que va competir a la 39a Mostra Internacional de Cinema de Venècia. Piavoli va dirigir Nostos - Il ritorno l'any 1989, una pel·lícula inspirada en el retorn d'Ulisses a Ítaca a lOdissea, i només conté diàlegs escassos que imiten "sons de les antigues llengües de la Mediterrània".
El 2009, Piavoli va treballar amb Ermanno Olmi en la seva producció Terra Madre.

## Filmografia

### Llargmetratge
- Il pianeta azzurro, 1982.
- Nostos - Il ritorno, 1989
- Voci nel tempo, 1996
- Al primo soffio di vento, 2002

### Curtmetratges i migmetratges
- Uccellanda, 1953
- Ambulatorio, 1954
- Incidente, 1955
- Evasi, 1958
- Le stagioni, 1961
- Domenica sera, 1962
- Emigranti, 1963
- Lucidi inganni, 1986
- Il parco del Mincio, 1987
- Paesaggi e figure, 2001
- Affettuosa presenza, 2004
- Lo Zebù e la stella, 2007
- L'orto di Flora, 2008
- Là dove scorre il Mincio, 2011
- Frammenti, 2012
- Venezia 70 - Future reloaded, 2013
- Festa, 2016